# Journée de la connaissance

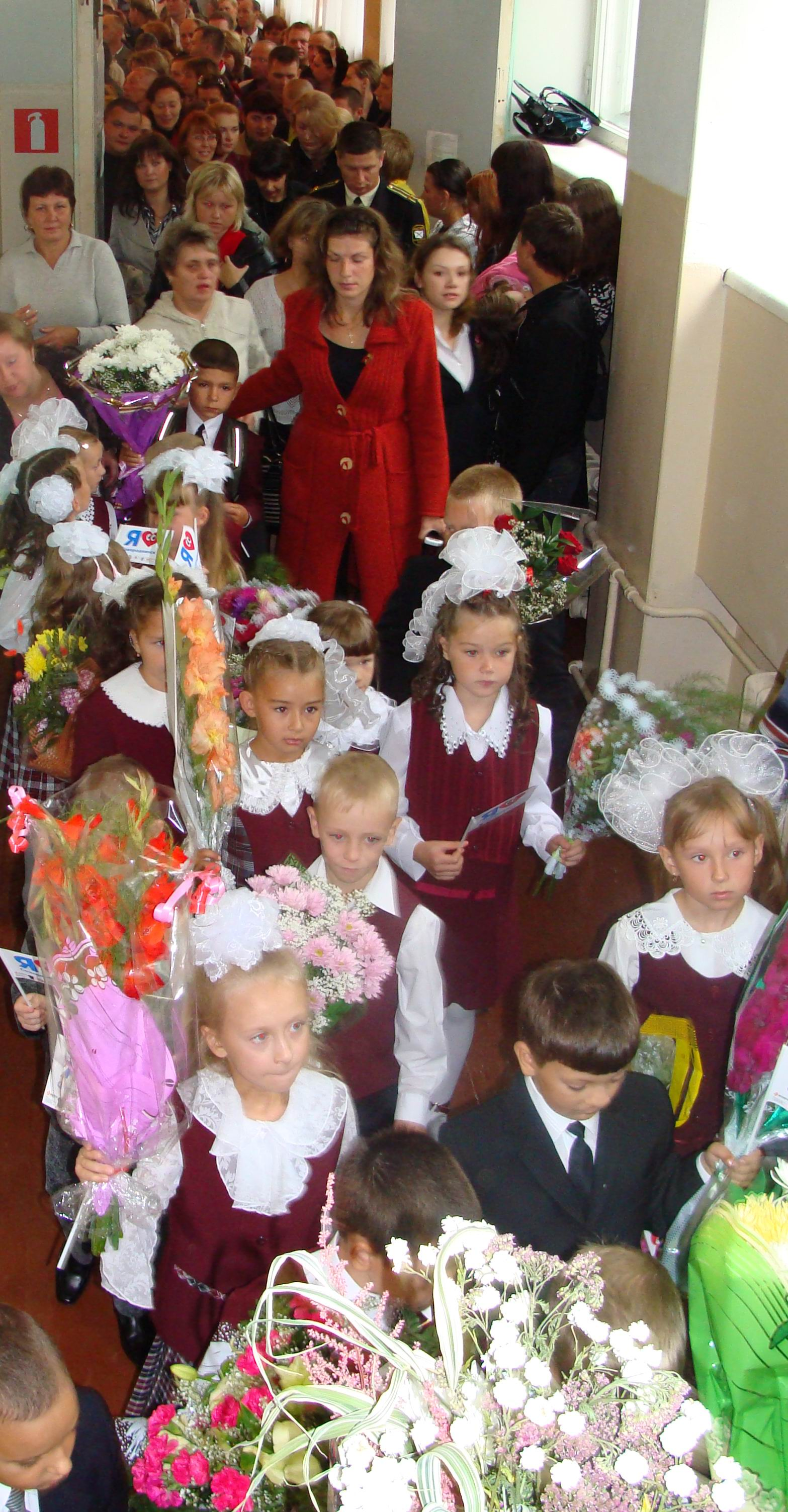
Journée de la connaissance

La Journée de la connaissance (en russe : День Знаний) est le nom de la rentrée scolaire russe et dans certains pays de l’ancienne Union soviétique. 
Il se déroule chaque année le 1er septembre ou le 2 septembre si le 1er septembre tombe un dimanche. Ce jour correspond également à la rentrée universitaire.
Ce jour est particulièrement important pour les écoliers de la première année d'école puisque c'est le premier jour de leur vie scolaire. Durant cette journée, se déroulent divers événements festifs. Il sert également à accomplir les formalités administratives de rentrée.